# 포타모이
포타모이란  티탄 신 오케아노스(대양)과 테튀스 사이에서 태어난 3000명 이상의 강의 신들을 일컫는 말이다. 이들은 각자 맡은 강이 흐르는 지역의 청소년의 성장을 수호하는데, <일리아스>와 <오딧세이아>에서 나왔듯이 고대 희랍인들은 성년식을 치를 때 자신의 머리칼을 잘라 포타모이와 오케아니스, 나이아데스에게 바쳤다. 대표적으로 네일로스(나일), 이스트로스(도나우), 파시스, 티베리스, 희랍인들에게 친숙한 아켈로오스, 일리리아, 이나코스, 아소포스, 알페이오스, 페네이오스, 라돈, 에우프라테스(메소포타미아의 유프라테스), 티그리스, 에우에노스, 에우로타스, 스카만드로스(크산토스), 시모에이스 등이 있다.